# Henryk Pendias
Henryk Pendias (ur. 3 lutego 1921 w  Chojnie koło Rawicza, zm. 20 stycznia 1994) – polski chemik i geochemik, doktor nauk przyrodniczych w zakresie geologii. Specjalista w zakresie geochemii granitoidów i skał wulkanicznych.

## Młodość
W okresie II wojny światowej pozostał  w Chojnie i skierowany był na przymusowe prace w lesie, a następnie w mleczarni. Jego praca ocaliła  całą rodzinę przed wysiedleniem  do  Generalnego Gubernatorstwa. Henryk Pendias  rozpoczął pracę konspiracyjną i na polecenie Miejscowej Organizacji Powstańczej (MOP)  podjął się nasłuchu radia BBC, przekazując informacje do kolportażu podziemnego. Stale nosił przy sobie  broń krótką, otrzymaną  z MOP.
Uzyskał maturę w 1946 w Liceum Przyrodniczym w Rawiczu. Studia ukończył w 1950 na Wydziale Matematyczno-Przyrodniczym Uniwersytetu Poznańskiego, uzyskując stopień magistra filozofii w zakresie chemii. W okresie studiów odbył szereg praktyk w ramach prac terenowych w Instytucie Geologicznym i zdał dodatkowo egzamin z geologii ogólnej.

## Praca zawodowa
W 1950 rozpoczął pracę w Dolnośląskiej Stacji Terenowej Instytutu Geologicznego we Wrocławiu, gdzie od 1953 do 1962 pełnił funkcję kierownika Pracowni Geochemii i Petrografii. W 1957 został mianowany adiunktem, a w 1962 otrzymał stopień doktora na podstawie pracy Geochemiczne profile w okolicy Radzimowic na Dolnym Śląsku. Promotorem był prof. dr Antoni Polański z Uniwersytetu Warszawskiego, a recenzentami prof. dr Antoni Morawiecki z Instytutu Geologicznego i prof. dr Kazimierz Smulikowski z U.W.
Zainteresowania naukowe Henryka Pendiasa skupiały się na geochemii i mineralogii granitoidów i skał wulkanicznych masywu Strzegomskiego gór Sudeckich. Poza tym badał zawartość pierwiastków śladowych w popiołach węgli warstw wałbrzyskich i białokamieńskich.
W 1962 otrzymał nominację na stanowisko kierownika Zakładu Geochemii I.G. w Warszawie, które utrzymał do czasu przejścia na emeryturę w 1990. Brał udział w licznych kongresach geologicznych, krajowych i zagranicznych.
W 1993 otrzymał tytuł Honorowego Członka Polskiego Towarzystwa Mineralogicznego, w uznaniu jego zasług w założeniu i działalności tego Towarzystwa. Był członkiem Związku Zawodowego Górników i pełnił różne społeczne funkcje w Radzie Zakładowej ZZG I.G. oraz w Stronnictwie Demokratycznym, które nadało mu w 1988 godność Zasłużonego Członka. Był również członkiem Rady Naukowej Instytutu Geochemii i Mineralogii U.W. w latach 1973 do 1980 oraz członkiem Komisji Nauk Mineralogicznych PAN w latach 1980–1984.
Otrzymał liczne wyróżnienia oraz 9 odznaczeń, z których należy wymienić Srebrny Krzyż Zasługi (1961), Złoty Krzyż Zasługi (1970), Krzyż Kawalerski Orderu Odrodzenia Polski (1975), Odznakę Zasłużony dla polskiej geologii (1981) i Medal 40-lecia Polski Ludowej (1985).
Henryk Pendias jest pochowany na Cmentarzu Parafialnym w Puławach.
Jego dorobek naukowy obejmuje około 100 opracowań archiwalnych i publikowanych. Największe opracowanie, to opracowany wspólnie z prof. Wacławem Ryką Chemizm skał magmowych Polski w ujęciu regionalnym i genetycznym (1981). Poza tym był współautorem z żoną, Aliną Kabata-Pendias, następujących siedmiu książek i dwóch rozdziałów w książkach:
- 1979, Pierwiastki śladowe w środowisku biologicznym. Wyd. Geol. Warszawa, pp. 300.
- 1984, Trace Elements in Soils and Plants. CRC Press, Boca Raton, FL, USA, pp. 315.
- 1989, Mikroelementy w poczwach i rastieniach. Mir, Moskwa, pp. 439.
- 1992, Trace Elements in Soils and Plants. 2nd Edn. CRC Press, Boca Raton, FL, USA, pp. 365.
- 1993, Biogeochemia pierwiastków śladowych. PWN, Warszawa, pp. 364.
- 1999, Biogeochemia pierwiastków śladowych. 2-wyd. PWN, Warszawa, pp.420.
- 2001, Trace Elements in Soils and Plants. 3rd Edn. CRC Press, Boca Raton, FL, USA, pp. 413.
- 1989, Biogeochemia pierwiastków śladowych w głównych elementach środowiska przyrodniczego. W: Ekologizm w ochronie zdrowia, pp. 97-115. Ossolineum, Wrocław.
- 1990, Biogeochechemistry of Trace Elements in the Environment. W: New Horizons of Elements. pp. 80-110. Hamdard University, New Delhi.